# Ampai Sualuang
Ampai Sualuang (8 de febrero de 1973) es un deportista tailandés que compitió en atletismo adaptado. Ganó dos medallas en los Juegos Paralímpicos de Sídney 2000.

## Palmarés internacional
| Juegos Paralímpicos | Juegos Paralímpicos | Juegos Paralímpicos | Juegos Paralímpicos |
| Año                 | Lugar               | Medalla             | Prueba              |
| ------------------- | ------------------- | ------------------- | ------------------- |
| 2000                | Sídney (Australia)  | Medalla de oro      | 4 × 100 m T54       |
| 2000                | Sídney (Australia)  | Medalla de plata    | 4 × 400 m T54       |